# 영월 법흥사 부도
영월 법흥사 부도(寧越 法興寺 浮屠)는 대한민국 강원특별자치도 영월군 무릉도원면 법흥리, 법흥사에 있는 승탑이다. 1982년 11월 3일 강원특별자치도의 유형문화재 제73호로 지정되었다.

## 개요
부도는 승려의 무덤을 상징하여 그 유골이나 사리를 모시는 곳이다. 이 부도는 법흥사 적멸보궁 뒤쪽에 놓여 있는 것으로, 모신 사리의 주인공은 아직 밝혀 지지 않았다.
형태는 아래·가운데·윗받침돌로 이루어진 기단부(基壇部) 위에 탑신(塔身)을 올리고 머리장식을 갖추었으며, 각 부분이 8각을 이루고 있다. 넓고 네모진 바닥돌 위에 놓인 아래받침돌은 각 면마다 안상(眼象)을 새겼다. 가운데받침돌은 여덟 모서리마다 기둥 모양의 조각을 두었다. 윗받침돌에는 연꽃무늬를 둘렀다. 탑신의 몸돌은 앞, 뒤 양면에 문짝모양을 새기고, 나머지 6면에는 1구씩의 신장상(神將像)을 도드라지게 조각하였다. 급한 경사가 흐르는 지붕돌은 여덟 귀퉁이마다 꽃장식을 높게 달았다. 꼭대기에는 축소된 지붕모양과 꽃봉오리 모양을 조각한 머리장식이 놓여 있다.
전체가 8각을 이룬 모습으로 두꺼운 지붕돌 표현이나 높은 지붕돌의 꽃장식 등으로 보아 고려시대에 세운 작품으로 보인다.

## 참고 문헌
- 영월 법흥사 부도 - 국가유산청 국가유산포털